# Підгайці (Луцький район)

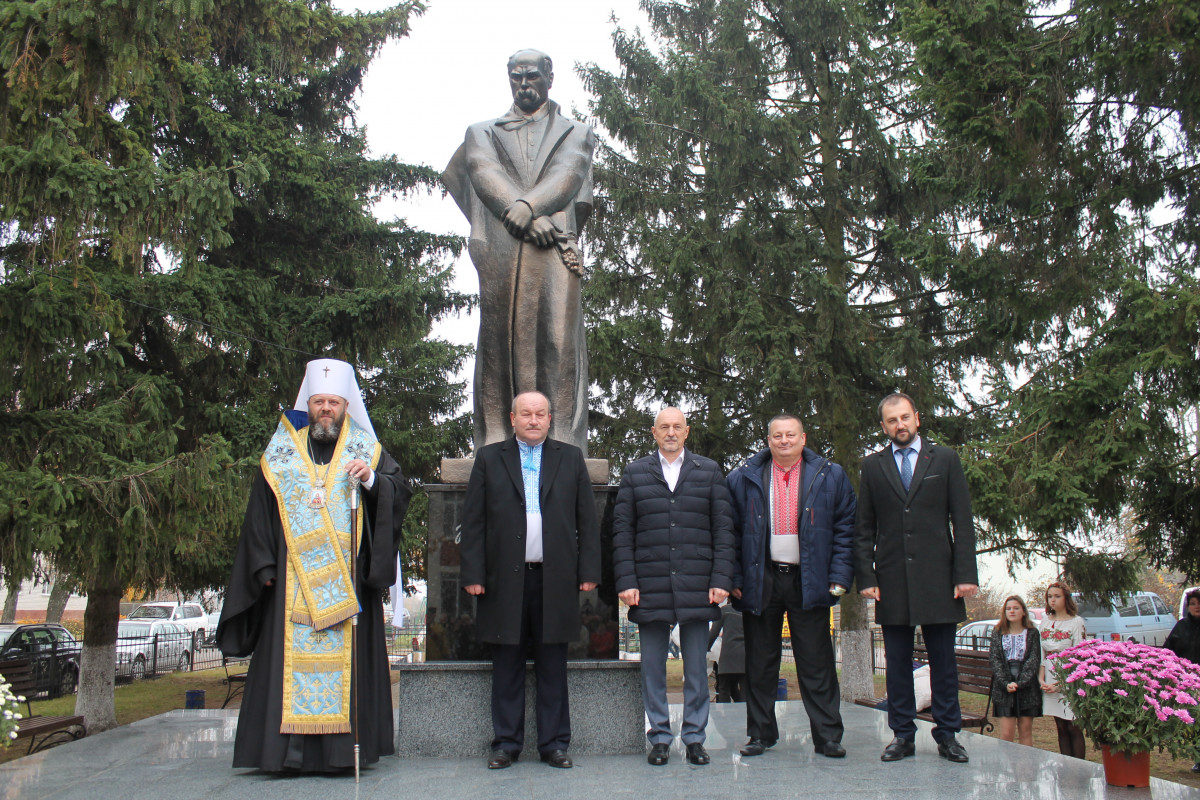
Відкриття пам'ятника Тарасові Шевченку (зліва направо): митрополит Михаїл (Зінкевич), сільський голова Юрій Семенюк, голова Волинської ОДА Олександр Савченко, перший заступник голови обласної ради Олександр Пирожик, голова Луцької райдержадміністрації Тарас Яковлєв

Підга́йці — село в Україні, центр Підгайцівської сільської громади Луцького району Волинської області.
Село розташоване на схід від Луцька. У межах Підгайців проходить відтинок шосейної дороги E40 Дубно — Луцьк. На території протікає річка Стир, що є правою притокою Прип'яті. На околиці села розташована метеорологічна станція «Луцьк», де цілодобово збираються дані про напрям вітру, атмосферний тиск, температуру води і ґрунту.

## Символіка
Затверджена 1 червня 2016 р. рiшенням № 8/23 сесії сільської ради.

### Герб
У червоному щиті із зеленим увігнутим краєм поверх всього срібна зроблена з колод церква, що супроводжується зверху срібним розширеним хрестом, з боків — двома золотими співоберненими дубами, а знизу — лазуровою хвилеподібною вищербленою зверху і лускоподібною знизу балкою, облямованою сріблом.

### Прапор
Квадратне полотнище складається з двох горизонтальних смуг червоного та зеленого кольорів співвідношенням 3:2. У центрі полотнища біла, зроблена з колод церква, з боків — два жовті дуби, а знизу — блакитна хвилеподібна смуга з білою облямівкою.

## Історія
Досить багатою є культурна спадщина села. На сучасній території села було розміщене селище давньоруського періоду ХІІ-ХІІІ ст. та двошарове поселення тшинецько-комарівської культури і давньоруського часу ХІІ-ХІІІ ст. У 1287 році там розташовувалася церква і хороми луцького князя Мстислава Даниловича, сина короля Данила.  Сьогодні тут є невеликий парк та меморіал загиблим військовим другої світової війни.
На території села відомі наступні пам'ятки археології:
- у південно-західній частині села в урочищі Церквисько, на правому високому березі р. Стир, на двох пагорбах, розділених потічком Бутир — залишки давньоруського городища. Згідно з літописним повідомленням від 1287 року в цьому місці знаходилась церква і хороми луцького князя Мстислава Даниловича. Досліджувалось групою археологів-аматорів 1977 р. під керівництвом Михайла Кучинка.
- на південній околиці села, за 250 м на південь від церкви, на мисоподібному виступі правого берега Стиру висотою 14-16 м над рівнем заплави — двошарове поселення тшинецько-комарівської культури і давньоруського часу ХІІ-ХІІІ ст. площею близько 1 га.
- на південно-західній околиці села, за 350 м на південний захід від церкви, на мисі першої надзаплавної тераси правого берега Стиру висотою 10-12 м над рівнем заплави — двошарове поселення тшинецько-комарівської культури і давньоруського періоду ХІ-ХІІІ ст. площею до 1 га.
- у південно-східній частині села, на мисі першої надзаплавної тераси правого берега Стиру висотою 12-14 м над рівнем заплави — селище давньоруського періоду ХІІ-ХІІІ ст. площею до 1 га.
- на південно-східній околиці села, поруч з територією тваринницької ферми, на ділянці мису першої надзаплавної тераси правого берега Стиру висотою 12-14 м над рівнем заплави — селище давньоруського періоду ХІІ-ХІІІ ст. площею 1,5 га.
- за 0,5 км на південний схід від села, за 0,3 км на південь від шосейної дороги E40, на мисоподібному виступі правого берега Стиру висотою 17-18 м над рівнем заплави — двошарове поселення тшинецько-комарівської культури і давньоруського періоду ХІІ-ХІІІ ст. площею близько 1 га.

Під час Першої світової війни з 1915 р. Підгайці перебували в австрійській окупації. Вже на четвертий день так званого Брусиловського прориву 26 травня (8 червня) 1916 р. укріплені позиції австрійців на околицях села протягом цілого дня стримували посилені атаки 8-го корпусу російської армії.
12 серпня 2018 року у селі Підгайці освячено храм УПЦ КП на честь мученика Іоана Воїна.
4 листопада 2018 року відкрито пам'ятник Тарасові Шевченку.

## Населення
Згідно з переписом УРСР 1989 року чисельність наявного населення села становила 2673 особи, з яких 1276 чоловіків та 1397 жінок.
За переписом населення України 2001 року в селі мешкало 3085 осіб.

### Мова
Розподіл населення за рідною мовою за даними перепису 2001 року:
| Мова       | Відсоток |
| ---------- | -------- |
| українська | 99,10 %  |
| російська  | 0,90 %   |

## Культура

### Релігія
Адвентисти сьомого дня — громада нараховує 88 вірян.

## Особи

Пам'ятник землякам, загиблим у Другій світовій війні

### Народилися
- Габріеля Запольська (справж. ім'я Марія Габріеля Стефанія Корвін-Пйотровська; 30 березня 1857 — 17 грудня 1921, Львів) — польська письменниця, актриса.

### Пов'язані зі селом
- Володимир Іщук — боєць 1-го взводу роти патрульної служби міліції особливого призначення «Світязь» (Волинська область). Загинув під час артилерійського обстрілу російськими бойовиками міста Іловайськ, проживав та похований у селі.
- Сергій Олексіюк — український політик, колишній народний депутат, тривалий час проживав у селі[8].
- Савира Олександр — керівник Луцького окружного проводу ОУН. Загинув поблизу села.
- Мирослав Столярчук — український військовик, закінчив Підгайцівську ЗОШ, потім проживав у Підгайцях. Боєць спецпідрозділу «Світязь». Загинув у боротьбі за незалежність та територіальну цілісність України поблизу Іловайська.
- В'ячеслав Хурсенко — український співак та композитор. Автор пісень «Соколята», «На острові чекання», «Сповідь», «Панує ніч», «Я тебе розлюбив», «Віра, Надія, Любов», «Шалений час», «До рідного дому», «Ковток вина». Похований у селі Підгайці Луцького району Волинської області[9].

## Пам'ятники
4 листопада 2018 року у Підгайцях відкрили монумент видатному українському художнику і письменнику Тарасу Шевченку. Проєктували та виготовляли його скульптори Михайло Шумський та Віталій Міщук.